# Grayenulla
Grayenulla Zabka, 1992 è un genere di ragni appartenente alla famiglia Salticidae.

## Distribuzione
Le sette specie oggi note di questo genere sono state rinvenute in Australia: cinque sono endemiche dell'Australia occidentale, una del Queensland e una del Nuovo Galles del Sud.

## Tassonomia
A giugno 2011, si compone di sette specie:
- Grayenulla australensis Zabka, 1992 — Australia occidentale
- Grayenulla dejongi Zabka, 1992[2] — Australia occidentale
- Grayenulla nova Zabka, 1992 — Australia occidentale
- Grayenulla spinimana Zabka & Gray, 2002 — Australia occidentale
- Grayenulla waldockae Zabka, 1992 — Australia occidentale
- Grayenulla wilganea Zabka & Gray, 2002 — Nuovo Galles del Sud
- Grayenulla wishartorum Zabka, 1992 — Queensland